# CA Central Córdoba (Rosario)

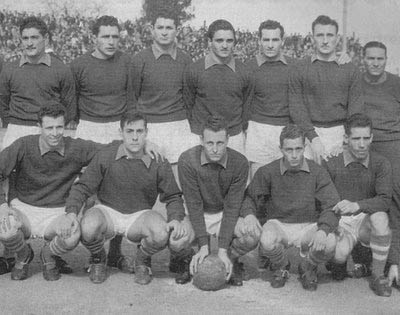
Team van 1957

CA Central Córdoba is een Argentijnse voetbalclub uit Rosario.

## Geschiedenis
De club werd in 1906 opgericht door spoorwegmedewerkers van Córdoba Central Railway. Bekende spelers als Vicente de la Mata en Tomás Carlovich begonnen hun carrière bij deze club.